# Campeonato Europeo de Waterpolo Femenino de 2026
El XXI Campeonato Europeo de Waterpolo Femenino se celebrará en Belgrado (Serbia) en el año 2026 bajo la organización de la Liga Europea de Natación (LEN) y la Federación Serbia de Natación. Paralelamente se celebrará el XXXVII Campeonato Europeo de Waterpolo Masculino.
Los partidos se realizarán en la Štark Arena de la capital serbia. Competirán en el evento dieciséis selecciones nacionales afiliadas a la LEN por el título europeo, cuyo actual portador es el equipo de los Países Bajos, ganador del Europeo de 2024.